# Stamnodes lampra
Stamnodes lampra là một loài bướm đêm trong họ Geometridae.